# Flensborg bybefæstning
Flensborg bybefæstning var et forsvarsanlæg fra middelalderen, bestående af en næsten gennemgående bymur, flere byporte, volde og murede tårne. Formålet var primært at beskytte byen mod angreb udefra og at kontrollere tilgangen til byen. Bybefæstningen havde både en militær og administrativ funktion.

## Bymur
Bymuren blev opført omkring 1375. Den blev bygget i en periode, hvor den holstenske greve og den danske konge kæmpede om herredømmet over Sønderjylland/Slesvig. På samme tid blev der også bygget Nyhus borg ved Hærvejen lidt vest for byen. Bymuren omkransede de to sogne Skt. Nikolaj og Skt. Mariæ (Vor Frue). Sankt Hans Sogn som den ældste del af byen lå derimod uden for bymuren og var kun sikret med plankeværk, lige som Ramsherred-kvarteret (Skt. Gertrud). Muren var op til 4,30 meter høj og 1 meter tyk og blev opført på et fundament af kampesten/marksten. 
Bymurens forløb er kendt. Nord for byen gik den parallelt med Glimbækken (nu Toosbygade og Nygade). Mod fjorden gik den fra Glimbækkens munding til Skibsbropladsen og fra Rudebækkens munding (nu Rådhusgade) til Højbro (langs Søndergårdender til Angelbogade). Afsnittet mellem Skibropladsen og Rudebækken var ubefæstet. Også mod syd var byen ubefæstet. Her dannede Møllebækken og Mølledammen en naturlig grænse mod syd. Mod vest gik bymuren nedenfor Friserbjerget og Helligåndsbjerget op til Glimbækken (nu Toosbygade). På den vestlige yderside af muren var byen omgivet af to brede voldgrave. Derom minder dag i dag gadenavnene Søndergravene (Südergraben) og Nørregravene (Nordergraben). Hele den vestlige og mere end halvparten af den østlige mur stod endnu i 1800-tallet. Enkelte steder i Flensborg kan man stadig se rester af forsvarsmuren, det gælder specielt arealet omkring Nikolajkirken.
Bymurens funktion var primært at beskytte byen mod fjender og at kontrollere tilgangen til byen. Muren dannede dermed et skel mellem by og land. Byporte blev bevogtet og passerende blev kontrolleret. Om natten var portene lukket.

## Byporte
Ud mod syd førte den Røde Port. Rødeporten var udgangspunktet for vejen mod Slesvig by og Husum og lå tæt ved byens kloster ved Mølledammen. Ud mod vest førte Friserport (i Frisergade, nedrevet i 1840), Tingport eller Rådhusport (ved Tingpladsen og Rådhusgadens vestlige ende), Helligåndsport (ved Helligåndsgangen), Kogangsport (i Mariegade, nedrevet i 1837) og Hulvejsport (som førte op til Duborg Slot). Ud mod nord førte Nyport (ved Glimbækken i Nørregade) og Nørreport. Nyporten og Glimbækken udgjorde i middelalderen byens grænse mod nord før byen blev udvidet mod nord. 
Ud mod øst førte Kompagniport, Skibbroport (ved Skibsbropladsen), Slagterport eller Knoglebrækkerport (ved Rådhusgadens østlige ende), Mølleport (ved Møllebækken og Højbro, der forbandt Sankt Nikolaj- med Sankt Hans-kvarter, nedrevet i 1843) og Angelboport eller Hansport (i den øvre del af Angelbogaden, nedrevet i 1840). Angelboporten var hovedport for Angelboerne. I Sønderfiskergade (Süderfischerstraße) lå Fiskerport. Fiskerporten førte til en lille bådehavn og udgjorde i middelalderen Sankt Hans grænse mod nord. Fra klosteret kan endnu nævnes Klosterport (i Klostergangen).
I Christian 4.'s tid fandtes der 14 byporte i Flensborg. I 1817 havde købstaden endnu ti byporte. De fleste porte blev revet ned i 1800-tallet for at give plads for den tiltagende trafik. Tilbage er nu Nørreport ved Nørregadens nordlige ende og Kompagniporten ved Skibsbroen. 

## Andre forsvarsværker
Mur og porte blev suppleret med befæstningstårne. Et større forsvarsstårn stod ved Glimbækkens munding i fjorden (ved enden af Nygaden). Det skønnes at tårnet i Flensborg byvåben viser dette forsvarstårn.
Af tidligere borganlæg kan nævnes borgen Eddebo fra 1200-tallet (i Frueskoven), Nyhus (ved Hærvejen), Flenstoft og Duborg (på Mariebjerget). Der har også været borganlæg i nærheden af Skt. Hans Kirken (Damgård), ved Laksebækken, i Lille Tostrup ved Sønderup (Kobberbjerg), i nærheden af Jægerslyst (Højebjerg) og ved vejen til Husum (Blakes Mølle). 
Omring 1150 under Valdemar den Stores regeringstid blev der opført et større søspærring i Flensborg Fjord. Formålet var at afspærre adgangen til Flensborg havn. Søspærringen blev opbygget som et bredt bælte af nedrammede pæle.